# 振威将军赖恩爵墓
振威将军赖恩爵墓，位于中国广东省深圳市龙岗区大鹏街道鹏城社区，为深圳市的一个市、县级文物保护单位，类型为古墓葬，公布时间为1984年9月6日。
振威将军赖恩爵墓的历史年代为清代。